# 交通博物館 (東京)

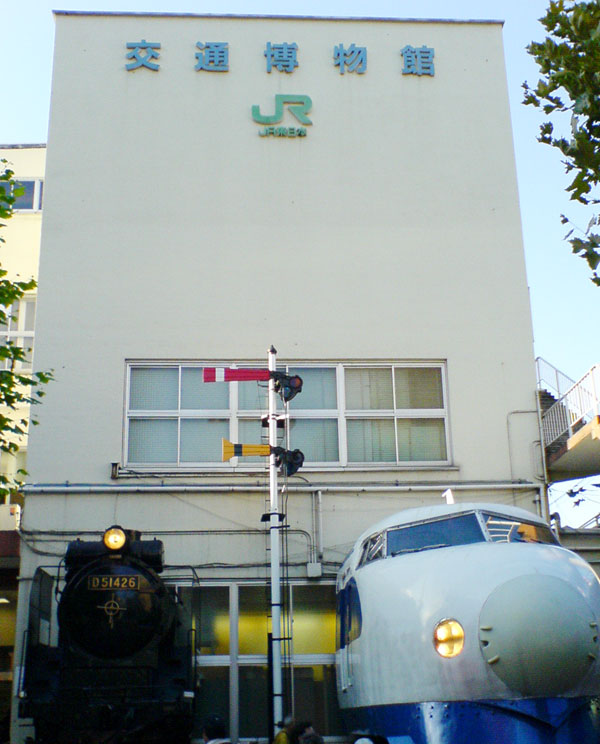
交通博物館正面一景。左邊是D51型蒸氣機車，中間是臂木式號誌機，右邊是新幹線0系機車頭。

交通博物館（日语：／ Kōtsū hakubutsukan）是日本東京都千代田區一座已拆卸的博物館，鄰近知名的秋葉原電氣街。展覽品以鐵道為主，但也包括各種交通工具。

## 历史
於1936年4月25日開館，由日本國有鐵道經營，設於萬世橋站的舊站房。1946年，交通博物館移轉給日本交通公社（JTB）經營。1971年，交通博物館移轉給財團法人交通文化振興財團經營。在國鐵分割民營化後，此館的產權由東日本旅客鐵道（JR東日本）繼承，但仍委託交通文化振興財團經營。
由於展覽品增多空間不敷需求且建築老舊，因此在2006年5月14日閉館，結束其70年的歷史。其功能由2007年10月14日開館、位於埼玉縣埼玉市的鐵道博物館繼承。原館舍基地在2009年8月20日動工拆除，由JR東日本興建「JR神田萬世橋大樓」，於2013年1月完工啟用；而原萬世橋站存餘的高架站體，經過整修後成為觀光商業設施「mAAch ecute 神田萬世橋」（マーチエキュート神田万世橋），於2013年9月14日開幕。

## 展覽品
交通博物館的展覽品包括了陸上、海上、空中交通工具，有一號機關車、Henri Farman號（日本第一架飛機）、新幹線0系電聯車機車頭、國鐵巴士、速霸陸360汽車、電動三輪車、南極觀測船白瀨號（しらせ）模型、波音747的實物尺寸模型（部分）等。其中有不少是列為重要文化財產的珍貴文物。

## 相關書籍
- ISBN 4-533-04019-5

## 外部連結
- 鐵道博物館（页面存档备份，存于）
- 財團法人東日本鉄道文化財團 （页面存档备份，存于）
- 交通博物館 （页面存档备份，存于）
- 財團法人交通文化振興財團 （页面存档备份，存于）